# Guarda-chuva nuclear
Guarda-chuva nuclear refere-se a uma garantia de um Estado com armas nucleares de defender um estado não-nuclear aliado. É normalmente usado para descrever as alianças de segurança dos Estados Unidos com o Japão, a Coreia do Sul, a Organização Tratado do Atlântico Norte (grande parte da Europa, Turquia, Canadá), e Austrália; o termo é originário da Guerra Fria com a União Soviética. Para alguns países, foi uma alternativa para a aquisição das próprias armas nucleares; outras alternativas incluem Zonas Livres de Armas Nucleares regionais.